# La Joya (Durango)
La Joya es una localidad del estado mexicano de Durango. Es parte del municipio de Poanas.

## Demografía
| Gráfica de evolución demográfica |
|                                  |

| Censo | Población |
| ----- | --------- |
| 1930  | 117       |
| 1940  | 629       |
| 1950  | 1 078     |
| 1960  | 1 591     |
| 1970  | 1 960     |
| 1980  | 2 339     |
| 1990  | 2 394     |
| 2000  | 1 881     |
| 2010  | 1 826     |
| 2020  | 1 914     |